# Bandobena
Bandobena es un género es un género de polilla monotípico perteneciente a la familia Geometridae. Fue descrita por primera vez por Francis Walker en 1865. Su única especie, Bandobena apicalis, se encuentra con endemismo en la isla de Célebes.

## Descripción
La polilla es negra aunque su cabeza es ocrácea por detrás, con una punta ocrácea en la base de cada antena. Los palpos y el borde anterior del tórax también son ocráceos. Las alas anteriores cuentan con una banda ocrácea oblicua ligeramente curvada, que se extiende desde la parte anterior de la mitad de la costa hasta el ángulo interior y se retrae a lo largo de la costa hasta la base del ala, donde incluye una línea costal dentada negra; puntas lúteas. Las alas posteriores cuentan con un borde ocráceo moderadamente ancho.